# Pomník Sándora Petőfiho
Pomník Sándora Petőfiho je národní kulturní památka Slovenské republiky, která se nachází v bratislavské Medické zahradě na Špitálské ulici. Pomník je zapsán v Ústrednom zoznamu pamiatkového fondu pod číslem 263/3. Za národní kulturní památku byl objekt prohlášen 23. října 1963.

## Historie pomníku
Původně měl pomník vyhotovit maďarský sochař pocházející z Bratislavy Ján Fadrusz, ale kvůli své předčasné smrti to nestihl. Práce na pomníku se nakonec ujal jeho student Béla Radnai, který zakázku získal ve veřejné soutěži.
V roce 1911 tedy pomník vyhotovil a dne 8. září téhož roku byl slavnostně odhalen. Pomník tohoto známého maďarského básníka slovenského původu byl tehdy umístěn před Slovenské národní divadlo na Hviezdoslavově náměstí. Po první světové válce však bylo město nuceno pomník rozebrat a umístit do podzemí Grasalkovičova paláce.
V roce 1956 byl pomník znovu poskládán a uložen do sadu Janka Kráľa – nejdříve stál v centru parku, ale později, po instalaci sochy Janka Kráľa, pomník přeložili, a to hned vedle veřejných toalet, kde stál mnoho let. Na tomto místě ho kromě povětrnostních podmínek roky ničili i vandalové.
V roce 2002 se pomník dočkal rekonstrukce a také nového umístění – byl přeložen do Medické zahrady, kde stojí dodnes.

## Architektura pomníku
Na základním podstavci pomníku je umístěn druhý, rozlohově menší podstavec, na něm je postavena vzpřímená socha básníka Sándora Petöfiho v nadživotní velikosti. Básník drží v levé ruce šavli. Po spisovatelova pravici stojí na základním podstavci socha múzy, tváří je otočena k básníkovi a v levé ruce drží palmovou ratolest, která se vine za básníkova záda.
Pomník je postaven z bílého mramoru.